# NGC 7115
NGC 7115 is een spiraalvormig sterrenstelsel in het sterrenbeeld Zuidervis. Het hemelobject werd in 1886 ontdekt door de Amerikaanse astronoom Francis Preserved Leavenworth.

## Synoniemen
- ESO 531-25
- MCG -4-51-11
- VV 800
- IRAS 21407-2535
- PGC 67248